# Cyclostremiscus suppressus
Cyclostremiscus suppressus is een slakkensoort uit de familie van de Tornidae. De wetenschappelijke naam van de soort is voor het eerst geldig gepubliceerd in 1889 door Dall.